# 頼朝 (小惑星)
頼朝（よりとも、3902 Yoritomo）は、小惑星帯にある小惑星である。
1986年1月、伊野田繁と浦田武が栃木県烏山町（現・那須烏山市）で発見した。

## 名称
鎌倉幕府初代将軍である源頼朝（1147年 - 1199年）にちなむ。
浦田は、(3585) 後白河や (4375) 清盛をはじめとして、多くの小惑星に『平家物語』に登場する平安時代末期（保元・平治の乱から源平合戦にかけて）の人物の名を付けている。浦田が命名した頼朝関連の小惑星には、
- (3733) 義朝：父
- (3178) 義経：弟
- (3902) 義仲：いとこ、木曾義仲
- (4945) 池禅尼：平清盛の継母。頼朝を助命した。
- (5650) 以仁王：平家打倒の令旨を発した。

などがある。

## 註
1. ↑  MPC 19693（1992年2月18日）